# Guerra de Titanes (2018)
Guerra de Titanes 2018 tuvo la vigésima primera y segunda de Guerra de Titanes, un evento pago por visión de lucha libre profesional producido por Lucha Libre AAA Worldwide. Tuvo lugar el 26 de enero de 2018 desde el Gimnasio Olímpico Juan de la Barrera en Ciudad de México en la primera parte y en segunda parte tuvo lugar el 2 de diciembre de 2018 desde el Palenque de la Feria en Aguascalientes, Aguascalientes..
Esta fue la tercera edición consecutiva del evento en ser realizada en la Gimnasio Olímpico Juan de la Barrera después de los años 2016 y 2017, y la quinta en realizarse en la Ciudad de México.

## Resultados

### 2018: Parte 1
Guerra de Titanes 2018 (Parte 1) fue un evento de lucha libre profesional producido por Lucha Libre AAA Worldwide. Tuvo lugar el 26 de enero de 2018 desde el Gimnasio Olímpico Juan de la Barrera en Ciudad de México.
- Australian Suicide derrotó a Lanzeloth (c) y ganó el Campeonato Mundial de Peso Crucero de AAA.
  - Suicide cubrió a Lanzeloth después de un «Gutbuster».
- Faby Apache derrotó a Lady Shani (c) y ganó el Campeonato Reina de Reinas de AAA.
  - Apache cubrió a Shani después de un «Devil's Wings» con un «German Suplex».
- La Parka, Cuervo & Escoria derrotaron a Totalmente Traidores (Dave the Clown, Monster Clown & Murder Clown) en un Street Fight.
  - La Parka cubrió a Dave después de un «Garra Cibernetica».
  - Antes de la lucha, Monster, Dave y Murder atacararon a Cuervo, Escoria y La Parka.
- El Nuevo Poder del Norte (Carta Brava Jr., Tito Santana y Mocho Cota Jr.) derrotaron a Los OGT's (Averno, Chessman y Super Fly) (c), Aero Star, Drago y Raptor y Angelikal, Bengala y Máscara de Bronce en un Tag Team Fatal 4-Way Elimination Match y ganaron el Campeonato Mundial de Tríos de AAA.
  - Angelikal cubrió a Chessman después de un «Hurracarana».
  - Brava cubrió a Drago después de un «Desnucadora».
  - Brava cubrió a Bengala después de un «Low Bow».
  - Después de la lucha, Los OGT's atacan al Poder del Norte.
  - Originalmente Argenis formaba parte del equipo con Bengala y Bronce, pero fue reemplazado por Angelikal, por razones desconocidas.
- Psycho Clown derrotó a Rey Escorpión en un Bull Terrier Match por descalificación.
  - Escorpión fue descalificado luego de que Monster y Murder atacaran a Psycho.
  - Después de la lucha, Máximo y La Máscara ayudan a Psycho.
- Rey Wagner (con El Hijo del Dr. Wagner Jr.) derrotó a Johnny Mundo (c) (con Hernández) (con Vampiro como árbitro especial invitado) y ganó el Megacampeonato de AAA.
  - Vampiro cubrió a Wagner sobre Mundo luego de aplicarle un «Chokeslam» para la cuenta final.
  - Durante la lucha, Hijo de Wagner atacó a su padre para aliarse con Mundo y Hernández, cambiando a heel.
- El Campeón Latinoamericano de AAA El Hijo del Fantasma derrotó a El Texano Jr. en un Steel Cage Match por descalificación.
  - La lucha fue descalificado por orden del gerente general de AAA, Vampiro y el comisionado Fantasma.
  - Como consecuencia, Fantasma retuvo el campeonato.
  - Después de la lucha, Texano ataca a Bengala.

### 2018: Parte 2
Guerra de Titanes 2018 (Parte 2) tuvo lugar el 2 de diciembre de 2018 desde el Palenque de la Feria en Aguascalientes, Aguascalientes.
- Pre-show: Arkangel Divino, Discovery y Dark Finder derrotaron a Extreme X, Principe Seir y Último Maldito (10:31).
  - Divino forzó a Maldito a rendirse con un «Armbreaker».
- Lady Shani derrotó a Faby Apache, La Hiedra y Scarlett Bordeaux y ganó el Campeonato Reina de Reinas de AAA (6:59).
  - Shani cubrió a Apache después de un «Backstabber».
  - Originalmente Keyra formaba parte del combate, pero no se presentó.
- La Máscara, Taurus & La Parka Negra derrotaron a Mamba, Pimpinela Escarlata y Máximo (9:04).
  - Máscara cubrió a Máximo después de un «Campana».
- Laredo Kid, Myzteziz Jr. & El Hijo del Vikingo derrotaron a El Nuevo Poder del Norte (Mocho Cota Jr., Carta Brava Jr. & Tito Santana) y ganaron el Campeonato Mundial de Tríos de AAA (10:26).
  - Kid cubrió a Cota después de un «Spanish Fly».
  - Después de la lucha, El Nuevo Poder del Norte le entregaron los títulos a Kid, Vikingo & Myzteziz Jr. y se abrazaron en señal de respeto.
  - Después de la lucha, Los OGT's (Averno, Chessman y Super Fly) atacaron a La Parka, Kid, Vikingo & Myzteziz Jr., luego de la celebración.
- Laredo Kid, La Parka & Myzteziz Jr. derrotaron a Los OGT's (Averno, Chessman y Super Fly) por descalificación (5:30).
  - Los OGT's fueron descalificados después de que Averno atacar a La Parka con un «Low Blow» y desponjandolo de su máscara.
- Los Mercenarios (El Texano Jr. & Rey Escorpión) derrotaron a Joe Líder y Pagano y Los Macizos (Cíclope & Miedo Extremo) en un Extreme Rules Match y retuvieron el Campeonato Mundial en Parejas de AAA (17:28).
  - Escorpión cubrió a Pagano después de un «Muscle Buster».
- Drago derrotó a El Hijo del Fantasma y ganó el Campeonato Latinoamericano de AAA (14:34).
  - Drago cubrió a Fantasma después de un «Dragon’s Lair».
- Blue Demon Jr. & Killer Kross (con Scarlett Bordeaux) derrotaron a Rey Wagner & Psycho Clown (10:13).
  - Kross cubrió a Wagner después de un «Double Underhook Driver».
  - Durante la lucha, Bordeaux interfirió a favor de Demon y Kross.